# Station East Worthing
East Worthing is een spoorwegstation van National Rail in Worthing in Engeland. Het station is eigendom van Network Rail en wordt beheerd door Southern. 